# Dorothy Nickerson
Pour les articles homonymes, voir Nickerson.
Dorothy Nickerson (5 août 1900 - 25 avril 1985) est une coloriste et technologue américaine qui a apporté d'importantes contributions dans les domaines du contrôle de la qualité de la couleur, de l'utilisation technique de la colorimétrie, de la relation entre les stimuli de couleur et les perceptions de couleur, de la normalisation des sources lumineuses, de la spécification de la tolérance de la couleur, et autres,.

## Historique
Dorothy Nickerson naît le 5 août 1900 et grandit à Boston. En 1919, elle entre à l'université de Boston et en 1923 à l'université Johns-Hopkins. Elle poursuit ses études en suivant des cours d'été et des cours de perfectionnement à l'université Harvard, à l'université George-Washington et à la Graduate School du département de l'Agriculture des États-Unis. Elle s'intéresse particulièrement à la science de la couleur, alors en plein développement.

## Carrière
En 1921, Dorothy Nickerson rejoint la Munsell Color Company en tant qu'assistant de laboratoire et secrétaire de A. E. O. Munsell, qui avait repris la société de son père en 1918. En 1922, l'entreprise déménage à New York et en 1923 à Baltimore.
En 1927, Dorothy Nickerson se voit offrir un poste au département de l'Agriculture des États-Unis (USDA), où elle restera jusqu'à sa retraite en 1964. Lorsqu'elle y est entrée, la science et la technologie de la couleur n'avaient pas de normes internationales au moment de leur utilisation industrielle. Dorothy Nickerson joue un rôle déterminant dans le développement de la technologie et de son utilisation dans les milieux agricoles et industriels.

### Contrôle de la qualité de la couleur des produits agricoles
À la fin des années 1920, Dorothy Nickerson travaille sur l'utilisation du mélange de couleurs sur disque pour définir la qualité de la couleur du coton et d'autres produits agricoles et sur la conversion des données du mélange sur disque dans le système colorimétrique CIE de 1931.

### Normalisation des sources lumineuses pour l'évaluation et le rendu des couleurs
À la fin des années 1930, une occupation majeure était le développement de sources lumineuses définies pour l'évaluation visuelle de la qualité des couleurs. Plus tard, elle a également été active dans le développement et la promotion de méthodes standard pour la définition du rendu des couleurs des lumières.

### Spécification de la tolérance des couleurs
En 1936, Dorothy Nickerson publie la première formule d'écart de couleur à usage industriel, basée sur l'addition d'incréments des valeurs des échelles de teinte, de chroma et de luminosité de Munsell. En 1943, avec Newhall, elle publie des représentations réalistes d'un solide de couleur d'objet optimal tridimensionnel perceptuellement approximativement uniforme. En 1944, avec son assistant K. F. Stultz, elle publie une formule de différence de couleur colorimétrique,.

### Le système de couleurs Munsell et sa définition colorimétrique
En 1940, un comité technique de l'Optical Society of America commence une étude du système de couleurs Munsell et de sa définition dans le système colorimétrique CIE. Dorothy Nickerson est un participant important dans cet effort. Le rapport final du comité est rédigé par S.M. Newhall, Dorothy Nickerson et Deane B. Judd et son résultat est connu sous le nom de "Munsell Renotations", la spécification des couleurs cibles du système actuel. Dorothy Nickerson a préparé des tracés des couleurs Munsell dans le diagramme de chromaticité de la CIE qui sont toujours publiés aujourd'hui,.

### Diagrammes de couleurs
Au milieu des années 1940, Dorothy Nickerson s'est intéressé aux méthodes d'évaluation de la couleur des sols, un effort qui a trouvé son expression dans le tableau des couleurs des sols de Munsell, toujours utilisé aujourd'hui. En 1957, Munsell publie le Dorothy Nickerson Color Fan, un nuancier de couleurs à des fins horticoles. En collaboration avec Judd, le président du comité de l'OSA qui développe les échelles de couleurs uniformes de l'OSA, Dorothy Nickerson, en tant que membre du comité, a également contribué à cet effort pendant plus de 25 ans et écrit une histoire détaillée du développement du système.

## Vie personnelle et décès
Elle était membre du Comité national américain auprès de la CIE et de l'Association internationale sur la couleur, où elle reçoit le premier prix D.B. Judd en 1975. Dorothy Nickerson était membre du conseil d'administration de la Munsell Color Foundation depuis 1942, elle en est la présidente de 1973 à 1975, et a contribué au transfert de la fondation au Rochester Institute of Technology en 1983, où elle a aidé à financer le nouveau Munsell Color Science Laboratory.

## Prix et reconnaissances
- 1931 : Dorothy Nickerson devient le premier membre individuel de l'Inter-Society Color Council, fondé en 1931, où elle reste membre à vie, reçoit le Godlove Award, et a un prix portant son nom[2].
- 1970 : Dorothy Nickerson reçoit la médaille d'or de l'Illuminating Engineering Society of North America[2].

En 1959, Dorothy Nickerson fait partie de la première classe de Fellows de l'OSA ; elle est l'une des cinq personnes seulement sur les 115 membres inclus dans cette première classe.

## Travaux
Peu avant sa mort, Dorothy Nickerson écrit une appréciation de son mentor, Alexander Ector Orr Munsell.